# Le Grand Paysage d'Alexis Droeven
Le Grand Paysage d'Alexis Droeven é um filme de drama franco-belga de 1981 dirigido e escrito por Jean-Jacques Andrien.
Foi selecionado como representante da Bélgica à edição do Oscar 1982, organizada pela Academia de Artes e Ciências Cinematográficas.

## Elenco
- Jan Decleir - Jacob
- Nicole Garcia - Elizabeth
- Maurice Garrel - Alexis
- Jerzy Radziwilowicz - Jean-Pierre